# Kang Sora
Kang Sora (* 18. Februar 1990 in Seoul) ist eine südkoreanische Schauspielerin. Sie ist bekannt geworden durch den Erfolgsfilm Sunny und die Fernsehserie Dream High 2.

## Leben
2011 nahm Kang Sora ein Studium an der Dongguk University im Hauptfach Drama auf.
In ihrem ersten Film, dem Jugend-Krimi 4th Period Mystery (2009) spielt sie eine Außenseiterin, die sich sehr für Kriminalfälle interessiert. Im Verlauf löst sie mit dem populärsten Schüler einen Mordfall an ihrer Schule.
In der koreanischen Erfolgskomödie Sunny (2011) spielt sie die Anführerin der siebenköpfigen High-School-Clique Sunny, die die Protagonisten Na-mi in die Gruppe aufnimmt. Während des Films verliert sich die ältere Na-mi immer wieder in Gedanken über ihre gemeinsame Zeit und Erlebnisse. Kang Soras Rolle stellt sich dabei als starke Kämpferin heraus. 2012 vertonte sie die Merida in dem Animationsfilm Merida – Legende der Highlands.
Am 29. August 2020 heiratete sie.

## Filmografie

### Filme
- 2009: 4th Period Mystery (4교시 추리영역)
- 2009: Kwang-tae’s Basic Story
- 2011: Sunny
- 2013: My Paparotti (파파로티)
- 2013: Cheer Up, Mr. Lee
- 2019: Race to Freedom: Um Bok Dong (자전차왕 엄복동)
- 2020: Rettet den Zoo

### Fernsehserien
- 2010: Doctor Champ
- 2011: The Women of Our Home (우리집 여자들 Uri Jip Yeoja-deul)
- 2012: Dream High 2
- 2013: Ugly Alert (못난이 주의보)
- 2014: Doctor Stranger (닥터 이방인)
- 2014: Misaeng (미생)
- 2015: Warm and Cozy (맨도롱 또똣 Maendorong Ttotteut)
- 2016: My Lawyer, Mr. Jo (동네변호사 조들호)
- 2017: Revolutionary Love (변혁의 사랑 Byeonhyeok-ui Sarang)
- 2018: The Beauty Inside (뷰티 인사이드)